# Jean McDowell
Jean McDowell   (Edimburg, 22 de setembre de 1908 - 2 de febrer de 2000), coneguda de casada com a Jean Burnett, va ser una nedadora escocesa que va competir durant les dècades de 1920 i dècada de 1930.
El 1928 va prendre part en els Jocs Olímpics d'Amsterdam, on fou quarta en els 100 metres lliures del programa de natació.
Els seus principals èxits foren una medalla de plata en els 4x100 metres lliures dels Campionat d'Europa de natació de París de 1931 i tres medalles de bronze als Jocs de l'Imperi Britànic, una el 1930 i dues el 1934.